# Ziegelhütte (Ehingen)
Ziegelhütte ist eine Wüstung auf dem Gemeindegebiet von Ehingen im Landkreis Ansbach (Mittelfranken, Bayern).  Ziegelhütte lag in der Gemarkung Dambach.

## Geografie
Die Einöde lag auf einer Höhe von 443 m ü. NHN in unmittelbarer Nähe zur Hammerschmiede.

## Geschichte
Ziegelhütte lag im Fraischbezirk des ansbachischen Oberamtes Wassertrüdingen. Das Anwesen hatte das Kastenamt Wassertrüdingen als Grundherrn. Von 1797 bis 1808 unterstand der Ort dem Justiz- und Kammeramt Wassertrüdingen.
Infolge des Gemeindeedikts wurde Ziegelhütte dem 1809 gebildeten Steuerdistrikt Lentersheim und der Ruralgemeinde Dambach zugewiesen. Bei der Vergabe der Hausnummern erhielt Ziegelhütte die Nr. 41 des Ortes Dambach. Zu dem Anwesen gehörten 1,5 ha Acker- und Grünland sowie etwa einen halben Kilometer westlich eine Lehmkuhle mit einer Fläche von 0,8 ha. Ab den 1870er Jahren wurde die Ziegelhütte in den amtlichen Ortsverzeichnissen zur Hammerschmiede gerechnet. Nach 1925 wurde die Ziegelhütte abgebrochen.

### Einwohnerentwicklung
| Jahr      | 001818 | 001836 | 001840 | 001861 |
| Einwohner | 11     | 7      | 17     | 7      |
| Häuser    | 1      | 1      | 1      |        |
| Quelle    | [ 6 ]  | [ 7 ]  | [ 8 ]  | [ 9 ]  |

## Religion
Der Ort war evangelisch-lutherisch geprägt und nach St. Johannes der Täufer (Dambach) gepfarrt.